# Frank Dikötter

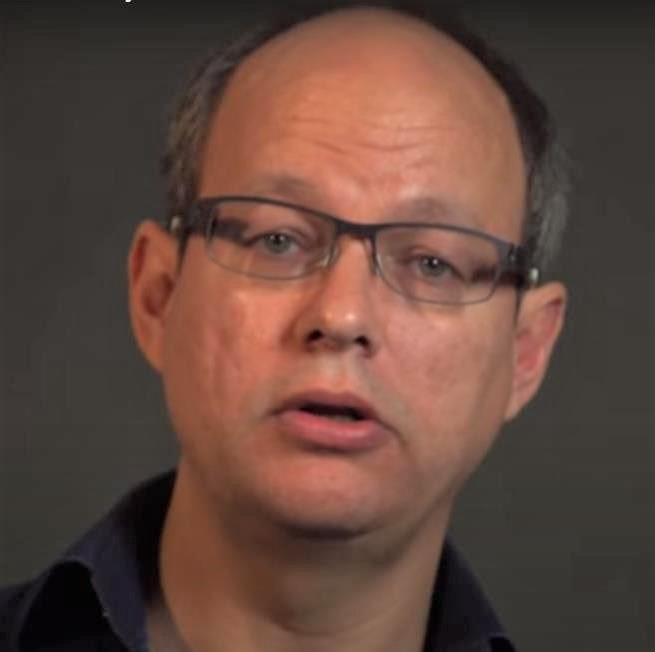
Frank Dikötter (2013)

Frank Dikötter (* 1961) ist ein niederländischer Historiker und Sinologe. Er ist Lehrstuhlinhaber für Geisteswissenschaften an der Universität Hongkong und Senior Fellow an der Hoover Institution.

## Leben
Dikötter studierte an der Universität Genf Geschichtswissenschaft und Russisch. Danach verbrachte er ab Sommer 1985 zwei Jahre in der Volksrepublik China. 1990 wurde er an der School of Oriental and African Studies (SOAS) in Geschichtswissenschaft promoviert, wo er 2002 Professor wurde. Seit 2006 ist er Lehrstuhlinhaber für Geisteswissenschaften an der Universität Hongkong. Er ist zudem Senior Fellow an der Hoover Institution.
Dikötter ist verheiratet und lebt in Hongkong.

## Wissenschaftliches Werk
Dikötter schrieb viele Bücher über das moderne China, beispielsweise Mao’s Great Famine, das 2011 den Samuel Johnson Prize gewann.

## Bücher (Auswahl)
- China After Mao: The Rise of a Superpower, Bloomsbury Publishing, London/New York City 2022, ISBN 978-1-63973-051-3.
- How to Be a Dictator: The Cult of Personality in the Twentieth Century, 2019
  - deutsch von Henning Dedekind und Heike Schlatterer: Diktator werden. Populismus, Personenkult und die Wege zur Macht. Klett-Cotta, Stuttgart 2020, ISBN 978-3-608-98189-6.
- The Cultural Revolution. A People’s History, 1962–1976. Bloomsbury Publishing, London/New York City 2016, ISBN 978-1-4088-5649-9.
  - deutsch von Marlies Glaser und Jörn Pinnow: Mao und seine verlorenen Kinder. Chinas Kulturrevolution. Theiss, Darmstadt, 2017 ISBN 978-3-8062-3384-1.
- The Tragedy of Liberation: A History of the Communist Revolution, 1945–1957. Bloomsbury Press, 2013. ISBN 978-1-4088-3757-3.
- Maos Großer Hunger. Massenmord und Menschenexperiment in China. Aus dem Englischen von Stephan Gebauer. Klett-Cotta, Stuttgart 2014, ISBN 978-3-608-94844-8.
- Things Modern. Material Culture and Everyday Life in China. Hurst & Company, 2006. ISBN 1-85065-815-3.
- Narcotic Culture: A History of Drugs in China (mit Lars Peter Laamann und Xun Zhou). University Of Chicago Press, 2004. ISBN 0-226-14905-6.
- Crime, Punishment and the Prison in Modern China. Columbia University Press, 2002. ISBN 978-0-231-12508-6.
- Imperfect conceptions: Medical Knowledge, birth defects and eugenics in China. Columbia University Press, 1998. ISBN 0-231-11370-6.